# Амберг
Амберг (на немски: Amberg) е град в Горен Пфалц в Източна Бавария, Германия с 41 578 жители (към 31 декември 2012).
Намира се на река Филс на около 60 км източно от Нюрнберг.
Амберг е споменат за пръв път в документи през 1034 г. като Аменберг (Ammenberg). След 1329 г. е столица на Горния Пфалц. Старият град е много добре запазен.